# ولاية القضارف
ولاية القضارف هي إحدى ولايات السودان وتقع في الجزء الشرقي اقليم كسلا سابقا منه بين خطي عرض 12 و17 درجة شمالاً، وخطي طول 34 و36 درجة شرقاً. تحدّها من الناحيتين الشمالية والغربية ولايتي الخرطوم والجزيرة ومن الناحية الشرقية ولاية كسلا والحدود السودانية الإثيوبية ومن الجنوب ولاية سنار. وتتميز بمساحاتها الزراعية الواسعة وتربتها الخصبة وتعتبر واحدة من أكبر مناطق الإنتاج الزراعي في السودان ومن أكبر مناطق إنتاج الذرة البيضاء والسمسم في العالم. العاصمة هي مدينة القضارف.

## التاريخ الإداري

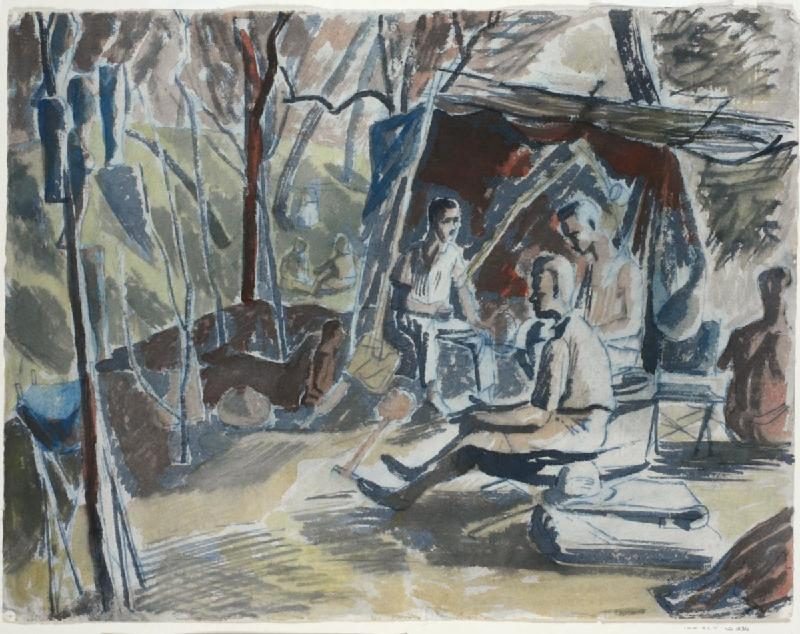
لوحة لعساكر إنجليز في الولاية أثناء الاحتلال

يبدأ التاريخ الإداري للمنطقة المعروفة الآن بولاية القضارف في سنة 1937 م، عندما تم تأسيس مجلس إداري لها باسم مجلس ريفي القضارف الموحّد ثم أصبحت تتبع مديرية كسلا سابقاً، وتشكل المنطقة الجنوبية لمديرية كسلا، وفي عام 1951 م، تم تقسيم المنطقة إلى أربعة مجالس هي مجلس ريفي جنوب القضارف ومجلس ريفي شمال القضارف ومجلس ريفي قلع النحل ومجلس بلدي القضارف ثم أعيد تقسيمها بموجب قانون الحكم الشعبي المحلي لسـنة 1971 م، إلى ثمانية (8)مجالس حكم محلي هي:
1. مجلس مدينة القضارف، 2. مجلس ريفي كساب القريشة،3. مجلس ريفي دوكة باسندة، 4. مجلس ريفي الشواك، 5. مجلس ريفي شمال ووسط القضارف، 6. مجلس ريفي قلع النحل، 7. مجلس ريفي الحواتة، 8. مجلس ريفي المفازة.
وأضيفت إليها لاحقاً بمقتضى القانون نفسه ثلاثة مجالس أخرى هي: مجلس ريفي الفاو، ومجلس ريفي ود الحليو، ومجلس ريفي القريشة.
وفي سنة 1989 م، تم إنشاء محافظة القضارف التي كانت ضمت المنطقة الجنوبية لمديرية كسلا السابقة وما لبثت المنطقة وإن قسمت مجدداً في عام 1994 م، إلى ثلاث محافظات: محافظة القضارف، ومحافظة الرهد، ومحافظة القلابات، ضمن الولاية الشرقية. وفي العام نفسه أصبحت القضارف ولاية ضمت المحافظات الثلاثة، بالإضافة إلى محافظة رابعة هي محافظة الفشقة وبلغ عدد محلياتها 24 محلية تم تقليصها لاحقاً إلى ستة عشر (16) وهي محليات:
1. مدينة القضارف، 2. ريفي وسط القضارف، 3.ريفي الصباغ، 4.ريفي الشواك، 5.ريفي اللكدي، 6.ريفي بإسلام، 7.ريفي كساب، 8.ريفي القريشة، 9. ريفي دوكة، 10.ريفي باسندة، 11.ريفي باندغيو، 12. ريفي قلع النحل.
13. ريفي الحواتة، 14.ريفي المفازة، 15.ريفي الفاو، 16.ريفي ود الشاعر.
وفي العام 2003 م، صدر مرسوم مؤقت للحكم المحلي تم بموجبه تقسيم الولاية إلى خمسة محليات وعلى رأسها معتمدين وهي كالآتي: محلية القضارف، محلية القلابات، محلية الفشقة، محلية الرهد، ومحلية الفاو.
وفي نهاية عام 2005 م، مع تشكيل حكومة الوحدة الوطنية، تم تقسيم محلية القضارف إلى محليتين هما محلية القضارف ومحلية البطانة، الأولى عاصمتها القضارف المدينة، والثانية عاصمتها الصباغ، وتم تقسيم محلية القلابات إلى محليتي القلابات الشرقية وعاصمتها دوكة، والقلابات الغربية وعاصمتها كساب.
وفي عام 2007 م، وبعد توقيع اتفاق الشرق مع جبهة الشرق تم تقسيم محلية القضارف إلى أربع وحدات هي: بلدية القضارف، ومحلية القضارف وسط، ومحلية القريشة، وبذلك يصبح عدد محليات الولاية عشر محليات.

## ولاة الولاية[5]
- فبراير 1994 الي ديسمبر 1997 الشريف بدر
- ديسمبر 1994 الي يناير 2000- إبراهيم عبيد الله
- يناير 2000الي أكتوبر 2002- الامين دفع الله
- أكتوبر 2002 الي أبريل 2008 - عبد الرحمن احمد الخضر
- أبريل 2008 الي يناير 2010- الضوء عثمان حسن الفكي
- يونيو 2009 أغسطس 2009 ادريس نور محمد علي (مكلف)
- يناير 2010 الي مايو 2010- مبارك منير هجو (فتره انتقالية)
- مايو 2010 الي يوليو 2012 - كرم الله عباس
- يوليو 2012 الي نوفمبر 2015 الضوء الماحي
- نوفمبر 2015 الي أغسطس 2018- ميرغني صالح سيد احمد[6]
- فبراير 2019 - علي محمد سالم
- 2020الي 2021 سليمان محمد
- 2021 الي 2023 محمد عبدالرحمن
- 2023الي الان 2024 اللواء محمد حسن ود الشواك

## السكان
تقطن ولاية القضارف مجموعات أثنية من داخل السودان تمثل مختلف قبائله، وأخرى ذات أصول من خارج السودان، كالإثيوبيين والأريتريين واليمنيين والصوماليين والتشاديين والأقباط المصريين والأرمن وأكراد وغيرهم. وقد تكونت هذه التركيبة الاجتماعية المتنوعة بسبب الهجرات التي حدثت إبان الحكم التركي وفترة الثورة المهدية ونتيجة للتطور الذي أحدثته الزراعة الآلية في الولاية. وقد اندمجت هذه المجموعات وتعايشت في مجتمع متعدد الثقافات. ويدين السكان بالإسلام والمسيحية على مختلف كنائسها مع وجود أعداد ممن يتبعون الهندوسية في مدينة القضارف.

## التضاريس
تقع الولاية من ناحية الجغرافية الطبيعية على سفوح الهضبة الإثيوبية وتنحدر نحوها الأنهار والوديان والخيران محمّلة بالمياه فضلاً عن تمتّع الولاية بأرض ذات تربة طينية خصبة والتي تتخللها بعض التلال.
ويمكن التمييز بين ثلاثة مناطق تضاريسية هي:
1. الأراضي المرتفعة في جنوب شرق الولاية على الحدود السودانية الإثيوبية، بالإضافة إلى بعض الجبال وسلاسل التلال المنعزلة.
2. السهول وتتميز بأراضيها الطينية المسطحة والبسيطة الانحدار، وتشكل المظهر الطبوغرافي الغالب في الولاية.
3. منطقة الأودية وتسودها الأراضي الرسوبية حول الأنهار الموسمية (نهر عطبرة، ستيت، الرهد وبإسلام).

### التربة

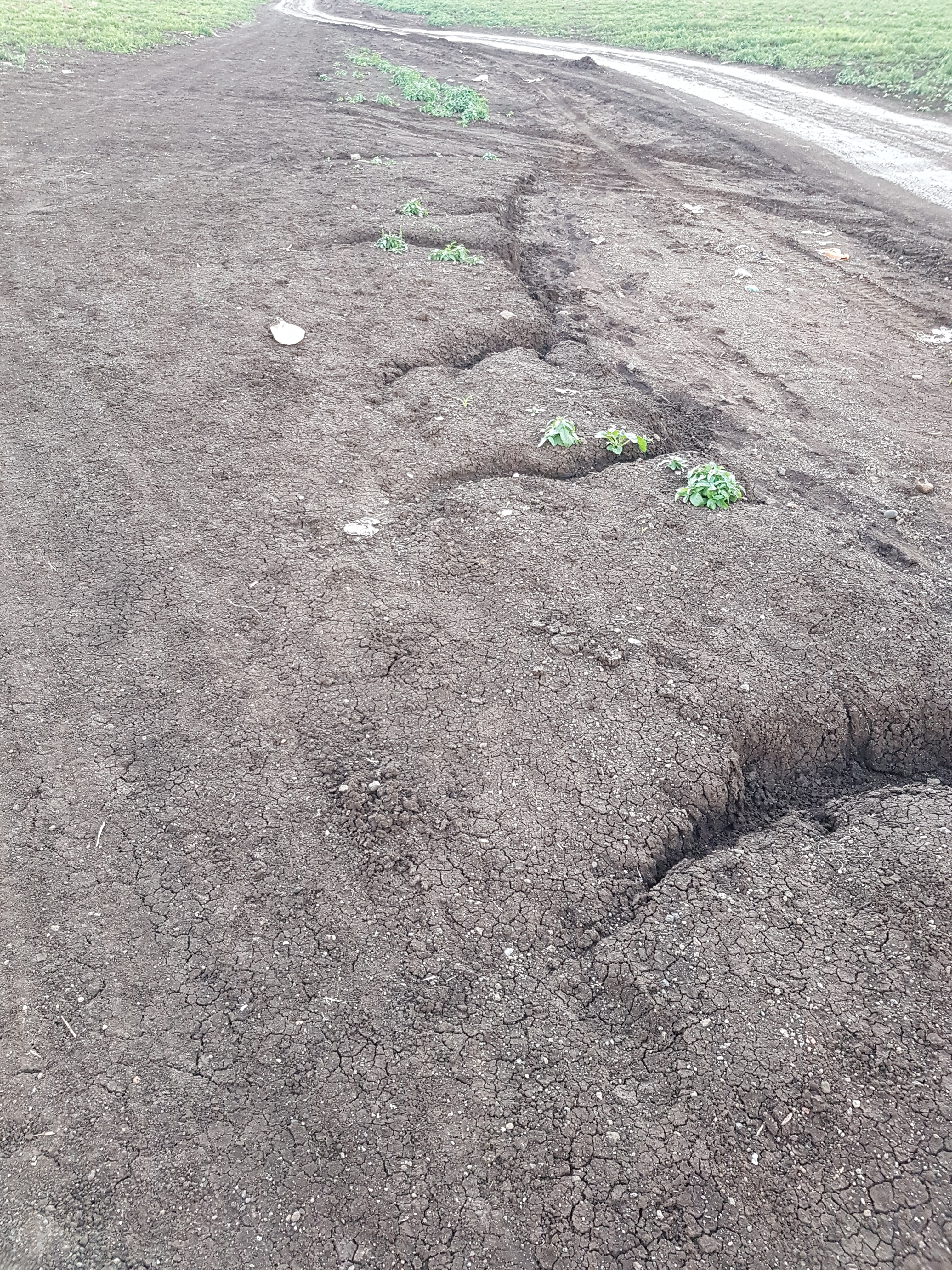
تربة القضارف الطينية المشققة

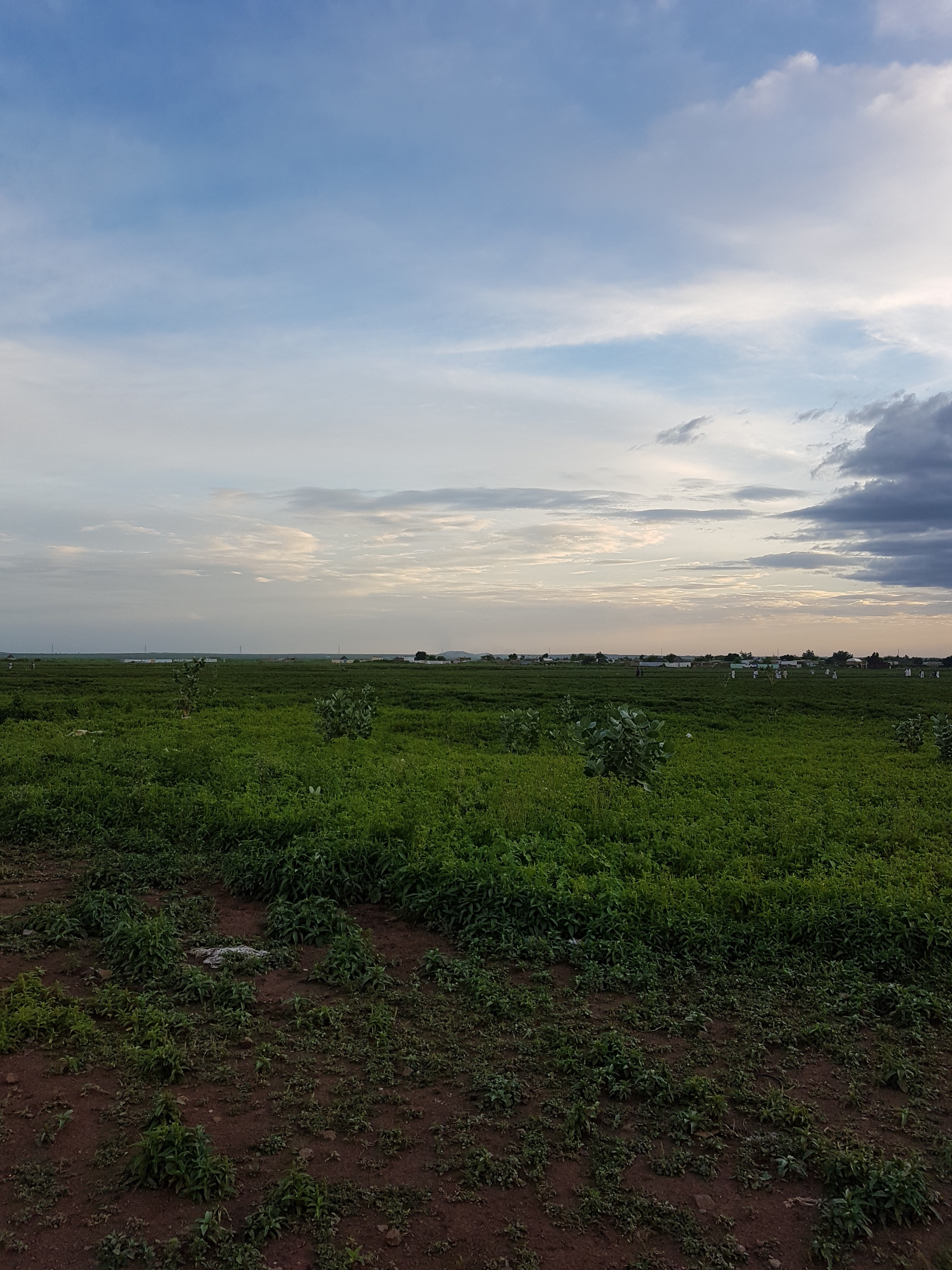
تربة القضارف الخصبة

التربة السائدة في ولاية القضارف هي التربة الطينية السوداء (VERTISOLS) وتتميز بارتفاع نسبة حبيبات الطين التي تتراوح ما بين 45 و 80%. وهي تربة عالية الخصوبة ذات قدرة كبيرة على الاحتفاظ بالمياه، وإذا أُضيفت إليها مواد عضوية فإن إنتاجية المحاصيل المزروعة فيها ستكون عالية جداً.

## الموارد المائية
تمر عبر أراضي الولاية عدة أنهار ووديان وهي في طريقها نحو النيل وتشكل موردا مهماً من الموارد المائية فيها. والأنهار هي: نهر عطبرة وبإسلام، ونهر سيتيت ونهر الرهد. ولهذا الأخير عدة فروع في منطقة الفاو.
ورغم غزارة الأمطار الموسمية بالولاية التي يصل متوسطها في بعض المناطق إلى 900 مليمتر في السنة، وتوافر أنهار ووديان بالولاية، إلا أن أجزاء كبيرة من الولاية تعاني من شح المياه في مواسم الجفاف. ووفقاً لدراسة أُجريت في عام 1992 م يحصل 25 % من سكان الولاية على المياه من محطات للمياه و17% مـن الحــفائر (بحيرات صناعية تتكون من تجميع مياه الأمطار) و 20% من الآبار السطحية و 6% من الأنهار والخيران و 23% من مصادر أخرى. وأشارت الدارسة إلى أن متوسط استهلاك الفرد اليومي من المياه يبلغ 9 لتر، وهو معدل أقل بـحوالي 50 % من المعدل الذي أوصت به منظمة الصحة العالمية وهو 20 لتر يومياً.

## النشاط الاقتصادي

### الزراعة
تتميز الولاية بأرض شاسعة صالحة للزراعة، وبها أكبر مشاريع للزراعة المطرية الآلية بالسودان وهي الزراعة التي تستخدم الآلة في مختلف مراحل الإنتاج كالجرارات والحاصدات تعتمد على تساقطات الأمطار، وتوجد في الولاية صوامع لتخزين الغلال ذات السعة الكبيرة. كما يوجد بها أكبر سوق للمحاصيل خاصة محاصيل السمسم، والذرة البيضاء.
تعتبر الولاية مركزاً استراتيجياً مهماً لتأمين الغذاء في السودان، ولهذا فإن الزراعة تشكل النشاط الاقتصادي الغالب وتعتمد على الري المطري، إلى جانب الخدمات المرتبطة بالزراعة والتجارة بما فيها تجارة الحدود مع إثيوبيا وإريتريا.
وبإدخال الآلة في الزراعة في عام 1945 توسّعت الرقعة الزراعية حتى بلغت 71,621,33 كيلومتر، بينما بلغت مساحة الغابات 2,376,563 كيلومتر وتساهم بخمس إنتاج السودان من الصمغ العربي.
وتتوزع المساحات الزراعية على المناطق التالية:
- حزام الزراعة الجافة: ويبلغ حوالي 1,627,920 فدان وتقع في شمال خط المنطقة المطيرة ذات المعدلات التي تتراوح ما بين 500 و 600 مليمتر. وتتميز بتربتها الطينية وقلة الأودية والخيران وتمارس فيها الزراعة الآلية في شكل حقول كبيرة مترامية الأطراف.
- حزام الزراعة المطرية: ومساحته حوالي 2,962.620 فدّان وتتراوح فيه معدلات الأمطار من 550 إلى 600 مليمتر، ونوع التربة طينية وتتخلل أرضه خيران وسهول مسطحة ما عدا الجزء المتاخم لنهر الرهد حيث يتعرض للفيضانات. وتمارس فيه الزراعة المطرية في شكل حقول كبيرة وأخرى صغيرة حول القرى وتوجد فيه غابات محمية.
- منطقة الأحواض المائية: ومساحتها حوالي 1,580,340 فدان، وتتخلل أرضها سلسلة تلال القضارف (القلابات وقلع النحل وجبل قنا)حيث تنحدر المياه نحو الأراضي الطينية التربة وتتوافر المياه.
- حزام الزراعة المختلطة ومساحتها حوالي 1,392,400 فدان.
- المناطق المحمية: وتبلغ مساحة أرضها حوالي 176,630 فدان
- مساقط المياه المحمية، ومساحتها حوالي 878,180 فدّان.

أهم المشاريع الزراعية في الولاية هي:
- مشاريع الزراعة الآلية المطرية وتعتمد على الري المطري، ومن تلك المشاريع: أم سينات وسَمسَم والفشقة واللبدي وغيرها.
- مشروع الرهد الزراعي ويستخدم الري الصناعي من نهر الرهد.

أهم المحاصيل: السمسم، الذرة، الدخن، الصمغ العربي، زهرة الشمس والمحاصيل البستانية مثل الليمون والبطيخ والخضروات كالطماطم والبامية والقرع وغيرها.

### الغابات
توجد في ولاية القضارف حوالي 11 غابة محجوزة تسود فيها أشجار الطلح وتنتج الصمغ العربي،
إلى جانب 31 غابة أخرى محجوزة أيضاً وتسودها أشجار السنط. وتتراوح مساحات هذه الغابات من 100 إلى 800 فدان.

### الثروة الحيوانية
تقدّر الثروة الحيوانية في ولاية القضارف بحوالي 5 ملايين رأس من مختلف فصائل الماشية ويصل العدد إلى 7 ملايين رأس في موسم الأمطار عندما تتوافر المراعي الموسمية بالولاية ويفد إليها الرعاة بحيواناتهم من الولايات المجاورة سعياً وراء الكلأ والماء.

### الصناعة
تعتمد الصناعة في الولاية على المنتوجات الزراعية كالسمسم والفول السوداني وزهرة الشمس ولذلك نجد أهم الصناعات تتمثل في صناعة الزيوت والصابون والحلويات. وتتركز المصانع في مدينة القضارف. كنا توجد ورش لتركيب الجرارات والحاصدات وغيرها من الآلات الزراعية إلى جانب المخارط التي تقوم بتوفير بعض قطع الغيار وإصلاح أجزاء الآلات وتأهيلها للخدمة.

### الخدمات
- تخزين المحاصيل ومعالجتها في صوامع الغلال وغيرها من المخازن.
- الخدمات المصرفية والبنوك: يضم الجهاز المصرفي بالولاية 24 فرعاً للبنوك المختلفة منها 17 بنكاً تجارياً و7 بنوك متخصصة، بالإضافة إلى بنك السودان المنظم للنشاط المصرفي والمشرف على تطبيق قوانين الجهاز المصرفي وسياسات البنك المركزي في فروع البنوك المختلفة على مدن ولايتي كسلا والقضارف. يوجد بمدينة القضارف ثمانية عشرة (18) فرعاً من فروع البنوك وثلاثة (3) فروع بمدينة الفاو، وفرع واحد بكل من مدن الحواتة، الشواك، دوكة. وقد تم دمج بنك القضارف للاستثمار الذي أنشأته الولاية مع بنك الإدخار وذلك في إطار سياسة توفيق أوضاع البنوك والتي تبناها بنك السودان المركزي.
- الخدمات الفنية والميكانيكية المتصلة بالزراعة ومكافحة الآفات الزراعية.

## مدن الولاية
أهم المدن والمحليات:
- القضارف، حاضرة الولاية، ومقر حكومة الولاية والوالي وتمثل المركز التجاري للولاية، وبها كل الخدمات الحضرية.
- المفازة الواقعة على ضفاف نهر الرهد والتي تتميّز بإنتاجها الوفير من المحاصيل الزراعية والبستانية.
- الشواك، وبها أكبر سوق للمواشي بالولاية ومحجر بيطري.
- الفاو، وتحتضن رئاسة مشروع الرهد الزراعي كما تطل على الطريق العابر من الخرطوم إلى ميناء بورتسودان.
- الحواتة، وهي حاضرة محافظة الرهد وتتوسط منطقة الإنتاج البستاني ويمر بها خط السكك الحديدية المتجه نحو بورتسودان عبر مدينة كسلا.
- دوكة، حاضرة محافظة القلابات وتتوسط مناطق الإنتاج الزراعي في الجزء الجنوبي الشرقي للولاية.
- القلابات، وتقع على الحدود السودانية الأثيوبية ومركز للتجارة العابرة للحدود نحو إثيوبيا وعبرها إلى كل من الصومال وجيبوتي في حال اكتمال الطريق القاري.
- قلع النحل، وتقع بالقرب من محمية حظيرة الدندر السياحية وهي من المدن الواعدة بعد اكتشاف بوادر ثروة معدنية تتمثل في خام الذهب والغاز الطبيعي.
- القريشة، إحدى المحليات الحدودية للولاية.
- الفشقة واجدة من المحليات التي توجد بها ارضاً زراعية خصبة.
- باسندة احدى المحطات الرئيسية في الطريق القاري المؤدي إلى اثيوبيا.
- ود الحوري إحدى قرى منطقة الزراعة الآلية.
- أم شجرة إحدى أكبر قرى ولاية القضارف.
- مريود إحدى قرى محلية دوكة .

## التعليم
توجد في مدن الولاية وقراها العديد من المدارس على مختلف المراحل. وقد شهد التعليم تطورا كبيراً في العقود الأخيرة كانت جامعة القضارف أبرز معالمه.

## الرياضة
يوجد بالولاية إستاد رياضي وعدد من الاندية الرياضية مثل:
- نادي الشرطة الرياضي -القضارف

## الرعاية الصحية
عدد المستشفيات في الولاية 22 مستشفى.

## مدينة القضارف الرقمية
تتميز ولاية القضارف بمدينة القضارف الرقمية وهي أول مدينة رقمية في السودان والحائزة على الجائزة الدولية المعلومات من أجل التنمية بالهند عام 2007 وعام 2008 وهي مؤسسة أول أكاديمية للمراكز الرقمية في أفريقيا والشرق الأوسط والثالثة عشر في العالم.
ولكن إلى الآن لم تظهر لها نتائج ملموسة على أرض الواقع